# 항공권

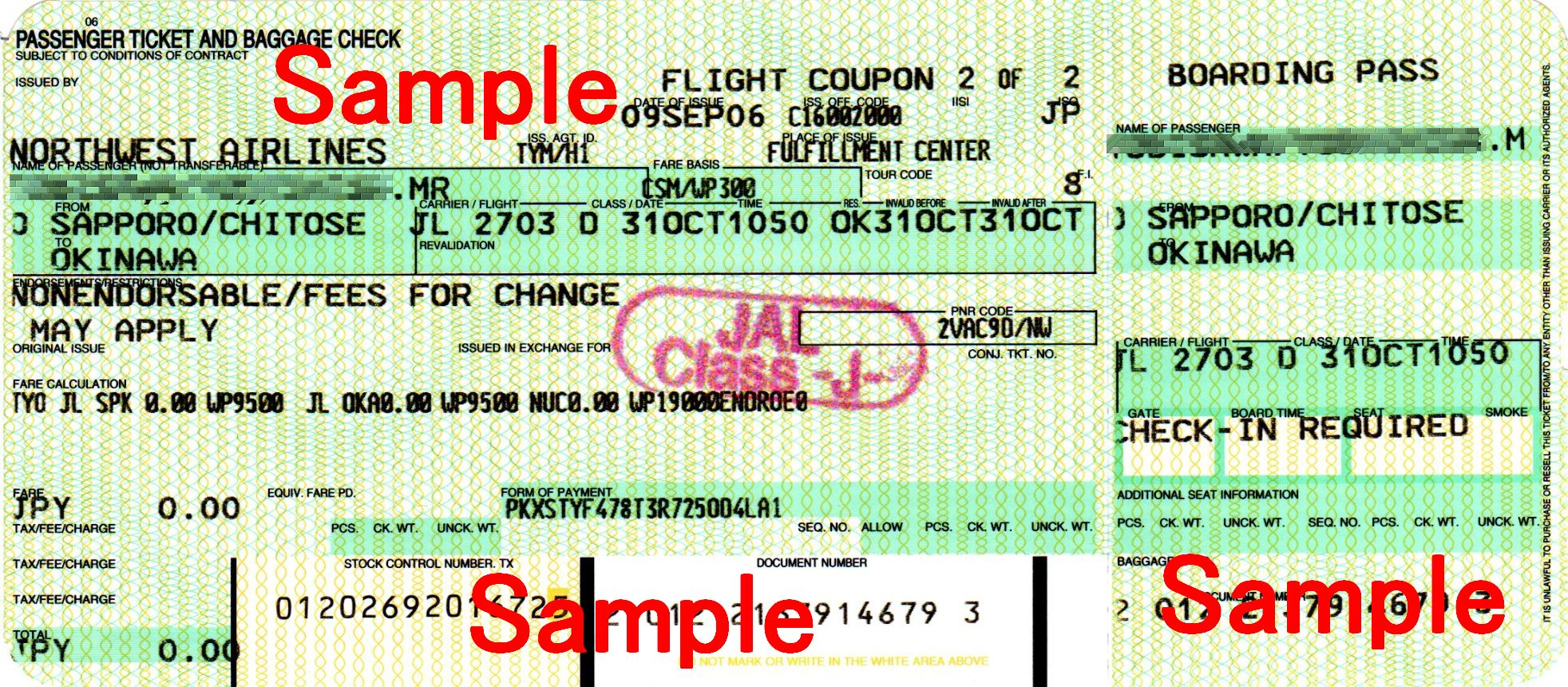
항공권

항공권(航空券)는 비행기 등을 타기 위해 사는 표이다. 항공권은 항공사나 여행사가 발행한 문서 또는 전자 기록으로, 개인이 항공기 탑승 시 좌석을 차지할 자격이 있음을 확인한다. 항공권은 쿠폰 또는 바우처로 구성된 종이 항공권이나 전자 항공권 형태로 되어있다.
공항에서 체크인하는 동안 탑승권을 받으려면 상기 언급된 두 가지 형식 중 하나로 된 항공권이 필요하다. 그 다음에 탑승권과 첨부된 항공권으로 승객은 항공기에 탑승할 수 있다.

## 초과 예약
대부분의 항공사는 항공편을 초과 예약한다. 이는 항공편에 담을 수 있는 것보다 더 많은 티켓을 판매한다는 의미이다.
비행기가 운송할 수 있는 것보다 더 많은 티켓 소지자가 공항에 도착하는 경우 항공사는 일부 승객의 탑승을 거부하고 해당 항공편에 적용되는 규정에 따라 보상을 제공한다. 일반적으로 이 시나리오에서 항공사는 비자발적으로 승객 탑승을 거부하기 전에 자발적으로 보상을 받을 승객이 있는지 묻는다. 자원 봉사자가 있는 경우 항공사는 일반적으로 향후 항공편에 사용할 수 있는 바우처 형태로 해당 승객과 보상을 협상한다.

## 같이 보기
- 탑승권